# Maison de Bonneterie
Maison de Bonneterie er et luksus stormagasin i Holland med flagskibsforretninger i Amsterdam og Haag og en mindre afdeling i Laren. Amsterdamforretningen blev grundlagt i 1889 og ligger langs Kalverstraat i et parisisk inspireret bygning. Afdelingen i Haag ligger i en central bygning fra 1913.
Grundet dets salg af pelse har Amsterdamafdelingen være mål for flere kampagner fra dyrerettighedsgruppen Respect voor Dieren.

## Eksterne links
- Officiel hjemmeside Arkiveret 18. januar 2008 hos  Wayback Machine